# 万斯堡 (肯塔基州)
万斯堡或者丹斯堡（英語：Vanceburg），是美国肯塔基州的一座自治级城市，刘易斯县的县治，坐落于俄亥俄河的南浦，建立于1827年，面积约为3.4平方公里（1.3平方英里）。根据2010年人口普查，该市的人口为1518人，据估计2018年会是1395人。

## 市名
万斯堡 或者丹斯堡 是以约瑟夫·加尔文·万斯（Joseph Calvin Vance）命名的。他是该是的两位创始人之一。另一个创始人的名字与已有的城市巴兹敦太相似了。是古英语名词，意思是“丘堡”，现在是英语后缀，用在市名，意思是“镇”或者“市”。
万斯堡的昵称曾是“明矾城”（Alum City）。

## 历史
在公年前14000年之前，印第安人很可能到达了现今万斯堡的地区。在疏林时代，该地区曾是雅典娜文化（公元前1000～200年）、霍普韦尔文化（公元前200年～公元500年）、古代要塞文化（公元1000～1750年）的一部分。 在17与18世纪，它由肖尼与易洛魁控制。 附近最大的定居点曾是肖尼城（现在俄亥俄州朴次茅斯市）。在1673年，加百列·亚瑟（Gabriel Arthur）是第一个已知的经过该地区的欧洲人。咸水溪在1744年开始在法国与英国的地图上出现， 探险家在此打猎制盐。
肯塔基州建立之后五年（1797年6月30日）， 摩西·贝尔德（Moses Baird）与约瑟夫·C·万斯购买了22¼公顷（55英亩）土地， 开始使用盐井，不久营建了万斯堡城。早先，该城制造盐和明矾。在那时两者对于保存肉和菜很重要。为了躲避俄亥俄河时而发生的洪水，万斯堡在扩张中向地势更高的土地迁移。1815年，它开设了第一邮局。城市建于1827年1月24日。1864年1月，万斯堡代替了克拉克斯堡（Clarksburg）成为刘易斯县县治。1888年，梅斯维尔与大桑迪铁路连通了万斯堡，1904年7月1日，该铁路连接了切萨皮克与俄亥俄铁路，现在属于CSX运输。

## 地理
万斯堡坐落于美国的中部，肯塔基州的东北部，刘易斯县的北部，处于咸水溪与俄亥俄河的交汇处东边的高地。

## 有名的人
- 托马斯·马西 （生1971年），政治人物